# Manchester Arena
El Manchester Evening News Arena o M.I.N. Arena és un estadi cobert situat a Manchester, Anglaterra (Regne Unit). Actualment està patrocinat pel diari Manchester Evening News i té una capacitat màxima de 23.000 espectadors en funció de l'esdeveniment que se celebri, per la qual cosa és un dels majors estadis interiors d'Europa.

## Història
Fou inaugurat en 1995, i va ser patrocinat inicialment per NYNEX CableComms (un proveïdor de televisió per cable britànic, que forma part de la Corporació NYNEX, un proveïdor de servei telefònic als Estats Units) com la NYNEX Arena. La Arena va prendre el seu nom actual en 1998 després que la marca NYNEX desaparegués com a resultat d'una fusió amb Cable & Wireless Communications en 1997.
El M.I.N. Arena és un dels estadis interiors més concorreguts del món. L'estadi va ser construït per coincidir amb la candidatura de Mánchester per albergar els Jocs Olímpics en 1996 i 2000 (que va guanyar a Atlanta 1996 i Sydney 2000). Finalimente es va utilitzar en els Jocs de la Mancomunitat de 2002 per als esdeveniments de boxa i netball.
Allí es van realitzar els combats d'arts marcials mxitas UFC 70, UFC 105 i UFC Fight Night: Machida vs. Muñoz. En 2011 es va realitzar un partit de bàsquet femení entre Atlanta Dream de la WNBA i la selecció britànica, mentre que en 2012 van jugar les seleccions masculines dels Estats Units i el Regne Unit.

## Característiques
El M.I.N. Arena va ser un dels primers estadis interiors a Europa que es construís seguint el disseny d'escenari esportiu tradicional d'Amèrica del Nord amb de 360 graus de seients, i és l'únic terreny en tot el Regne Unit que posseeix aquesta característica (O2 Arena de Londres també compta amb 360 graus de seients, però només en el seu nivell més baix, mentre que el MEN Arena que explica en tots dos nivells). Altres llocs d'Europa de pista coberta construïda per al mateix concepte són el Lanxess Arena en Colònia, el Zagreb Arena de Zagreb, Spaladium Arena de Split, el Belgrad Arena de Belgrad, l'O2 Arena de Praga, O2 World de Berlín, i l'O2 de Londres.

## Atemptat de 2017
El 22 de maig de 2017, en finalitzar el concert de Ariana Grande en el Manchester Arena, un islamista es va immolar causant dues explosions al voltant de les 22:35 hora d'estiu britànica (UTC+1), causant almenys 22 morts i 60 ferits, la dona i les filles de Josep Guardiola assistiren a l'espectacle, sense rebre cap ferida, només l'ensurt.